# Estatuto de Autonomía del País Vasco de 1979
El Estatuto de Autonomía del País Vasco de 1979 (en euskera: 1979ko Euskadiko Autonomia Estatutua), conocido como el Estatuto de Guernica (en euskera: Gernikako Estatutua), es la norma institucional por la que el País Vasco, en expresión de su nacionalidad, accedió a su autogobierno, constituyéndose en comunidad autónoma dentro de España. A lo largo de su historia el País Vasco ha tenido dos estatutos de autonomía, el Estatuto de Autonomía del País Vasco de 1936, aprobado en plena Guerra Civil y que solo pudo ser puesto en práctica en la provincia de Vizcaya (puesto que Guipúzcoa y Álava estaban en manos del bando sublevado) y el de 1979 (Ley Orgánica 3/1979, de 18 de diciembre, de Estatuto de Autonomía para el País Vasco), también llamado «Estatuto de Guernica».

## Estatuto de Autonomía de 1979
De acuerdo con la disposición transitoria segunda de la Constitución española de 1978, el País Vasco contaba con los requisitos para acceder a un régimen provisional de autonomía que le permitiría elaborar un proyecto de estatuto de acuerdo con lo establecido en el artículo 151 de la misma. Además, la disposición adicional primera reconocía sus «derechos históricos», que se actualizarían en el régimen autonómico que se pretendía construir. Sin embargo, los requisitos exigidos en el artículo 151 de la Constitución española no se les pedirían a los territorios que en el pasado hubiesen plebiscitado afirmativamente sus propios estatutos de autonomía, como era el caso del País Vasco (además de Galicia y Cataluña), que había demostrado este hecho en la aprobación de su Estatuto de 1936, ya comenzada la guerra civil española (Andalucía será la única comunidad que se acoja a esta vía cumpliendo tales requisitos). Así, el País Vasco accedió al grado máximo de autonomía recogido en la Constitución (artículo 151) de forma inmediata.
Vista la imposibilidad de integrar a la Comunidad Foral de Navarra en un proyecto común, por la oposición de la mayoría de los partidos políticos navarros, la Asamblea de Parlamentarios Vascos reunida en mayo de 1977 aprueba la elaboración de un proyecto de estatuto de autonomía que se presentaría al Gobierno, al Parlamento y que habría de ser aprobado en referéndum.

### Proceso de redacción
Tras constituirse provisionalmente en 1977 las Juntas Generales de cada «territorio histórico» —denominación que a partir de entonces recibirán las provincias vascas y Navarra—, un real decreto de enero del año siguiente establecía la formación del Consejo General Vasco como órgano superior de Gobierno preautonómico, integrado por tres representantes de cada territorio histórico elegidos por sus Juntas Generales. Su actuación se vio dificultada tanto por la proliferación de organismos similares en todas las regiones españolas como por la escasa voluntad del Gobierno central de proceder a transferencias reales de poder. En cualquier caso, de acuerdo con lo decidido por la Asamblea de Parlamentarios Vascos, en diciembre de 1978 se constituyó una ponencia redactora de un anteproyecto de estatuto de autonomía que, tras concluir sus trabajos a toda prisa y hacerlo aprobar por la Asamblea, remitió el anteproyecto al Gobierno central el 29 de diciembre.
La ponencia estuvo constituida por los siguientes parlamentarios:
- Marcos Vizcaya, Mitxel Unzueta, José Ángel Cuerda, José Luis Iriarte, Juan María Ollora y Federico Zabala (PNV).
- Enrique Múgica, José Antonio Maturana y José Antonio Aguriano (PSOE).
- Jesús María Viana y Alfredo Marco Tabar (UCD).
- Marcelino Oreja Aguirre (AP).
- Juan María Bandrés (EE).

### Referéndum
Sometido a referéndum el 25 de octubre de 1979, fue aprobado con una participación del 58,85 % del censo y un 90,27 % de votos afirmativos.
El voto afirmativo fue defendido por la mayoría de los partidos (Partido Nacionalista Vasco, Partido Socialista de Euskadi, Unión de Centro Democrático, Euskadiko Ezkerra, Partido Comunista de Euskadi, Partido del Trabajo de España, Organización Revolucionaria de Trabajadores, Partido Carlista de Euskalherria, Partido Socialista Obrero Español (Sector Histórico), Izquierda Republicana, Euskal Sozialistak Elkartzeko Indarra) y por la organización armada ETA (pm). La abstención fue la alternativa defendida por la coalición Herri Batasuna y por los partidos Euskadiko Mugimendu Komunista, Organización de Izquierda Comunista y Liga Komunista Iraultzailea. Por su parte, Alianza Popular (luego refundada en el Partido Popular) y Unión Nacional pidieron el voto en contra, por considerar que la autonomía de los pueblos era una amenaza contra la unidad de España.

### Características
Consta de un total de 47 artículos, distribuidos en un título preliminar y cuatro ordinarios, una disposición adicional y nueve disposiciones transitorias.
El Estatuto establece un sistema de gobierno parlamentario, en el que el lendakari ha de recibir la confianza del Parlamento Vasco, el cual es elegido por sufragio universal e integrado por 75 diputados (25 por cada uno de los tres territorios históricos).
Lo que hace al Estatuto de Autonomía del País Vasco distinto a los demás no es el número de las competencias transferidas —o que se pueden transferir, pues el proceso aún no ha sido completado—, sino el hecho de que, a la vez que en el ordenamiento constitucional, la autonomía vasca se fundamenta en la foralidad histórica, reconocida en la Constitución española. A partir de este supuesto, el País Vasco obtiene un procedimiento de financiación especial (solo equivalente al de Navarra) basado en una actualización de los conciertos económicos establecidos tras la abolición de los fueros en 1876, que se mantenían en Álava y Navarra, pero habían sido derogados en Guipúzcoa y Vizcaya por el régimen franquista al finalizar la Guerra Civil. Igualmente, el Estatuto permite la formación de un cuerpo de policía propio, la Ertzaintza, con vocación de policía integral y desplegada por todo el territorio. Por último, es también una cierta visión de la foralidad la que lleva a constituir una organización territorial especial, en la que las diputaciones forales tienen tantas atribuciones que entran en ocasiones en conflicto con el Gobierno Vasco.